# Benedizione del gesso e della casa

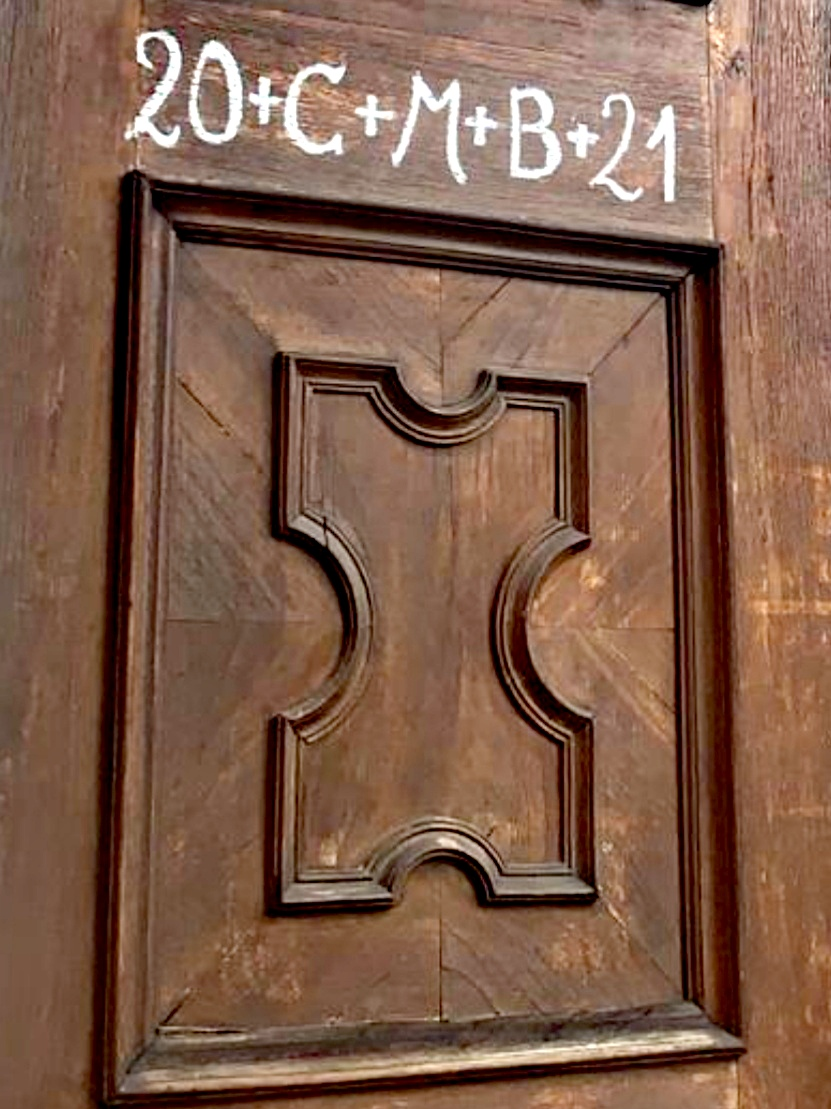
La formula della benedizione su un portone nella città di Trento

La benedizione del gesso è un'antica usanza che insieme alla benedizione della propria casa, fa parte delle tradizioni cristiane legate all'Epifania.

## Descrizione
Che sia la dodicesima notte (5 gennaio), il dodicesimo giorno di Natale, la vigilia della festa dell'Epifania, oppure il giorno stesso dell'Epifania (6 gennaio), molti cristiani in tutto il mondo (inclusi anglicani, luterani, metodisti, presbiteriani e cattolici romani) scrivono con un gesso sulle loro porte una formula, formata da numeri e lettere, per invocare la benedizione del Signore sull'abitazione e sulle persone che la abitano. 

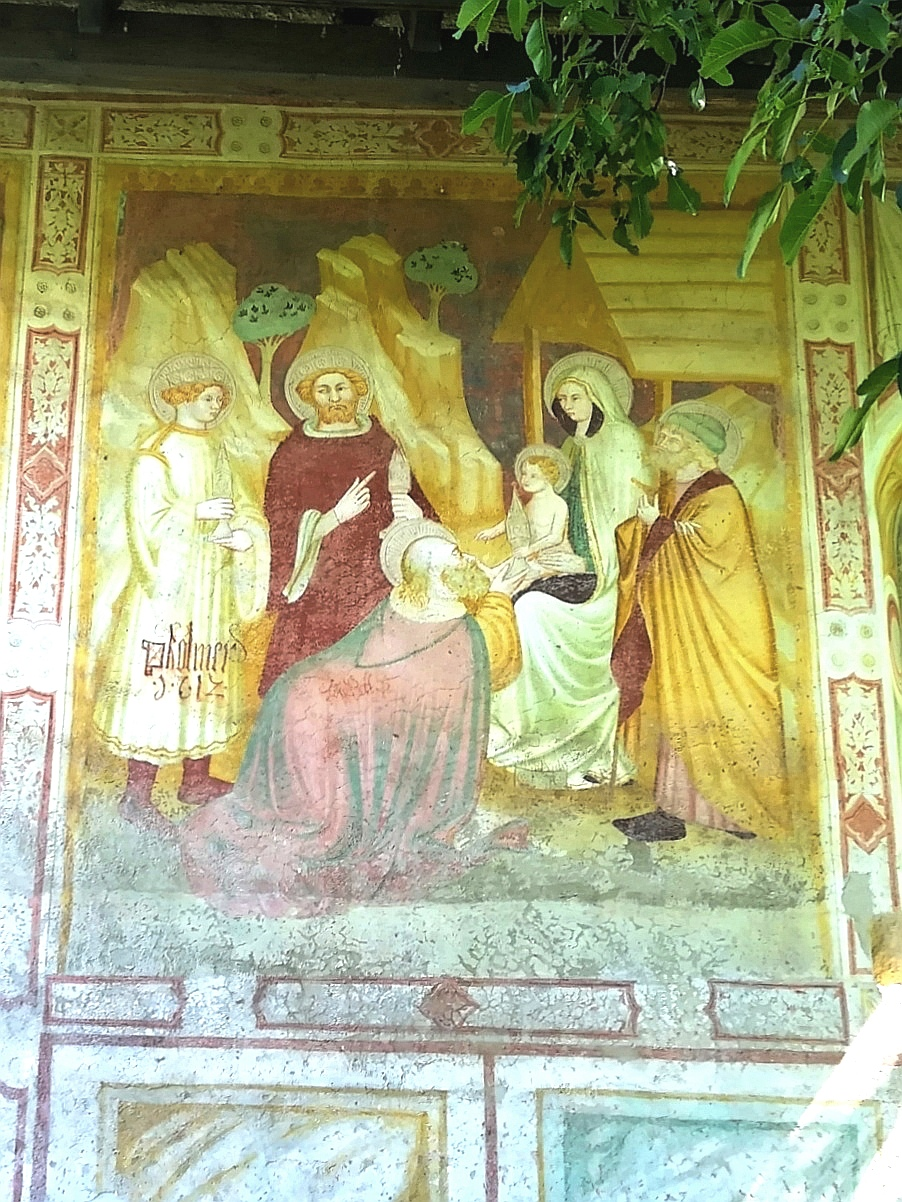
Adorazione dei Magi - Siusi allo Sciliar (BZ) - chiesa di San Valentino, affresco esterno (XV secolo)

In alcune località, ma non in tutte, il gesso usato per scrivere la formula della benedizione è benedetto da un sacerdote o ministro cristiano durante una particolare funzione nel giorno dell'Epifania; i cristiani poi portano a casa il gesso e lo usano per scrivere la formula. Questa usanza ha radici bibliche legate alla Pasqua. Nell'Antico Testamento (Es 12: 1f) è descritto di come gli israeliti segnarono le porte delle loro case per essere salvati dalla morte; allo stesso modo la pratica dell'Epifania serve a proteggere le case cristiane fino all'Epifania successiva, quando l'usanza viene ripetuta. Le famiglie compiono questo atto perché rappresenta l'ospitalità della Sacra Famiglia ai Magi (e tutti i Gentili ); serve quindi come benedizione per invocare la presenza di Dio nella propria casa.
In Italia la tradizione è ancora viva e molto diffusa principalmente nelle regioni del Trentino-Alto Adige e del Friuli-Venezia Giulia, ma anche in altri luoghi dell'arco alpino.
La Chiesa cattolica riconosce questa pratica come genuina espressione di pietà popolare.
Questa usanza che spesso è celebrata mediante processioni di bambini accompagnati dai genitori (i Cantori della Stella), esprime la benedizione di Cristo per intercessione dei tre Re Magi ed è occasione di raccolta di offerte a scopo caritativo e missionario.

## Formula

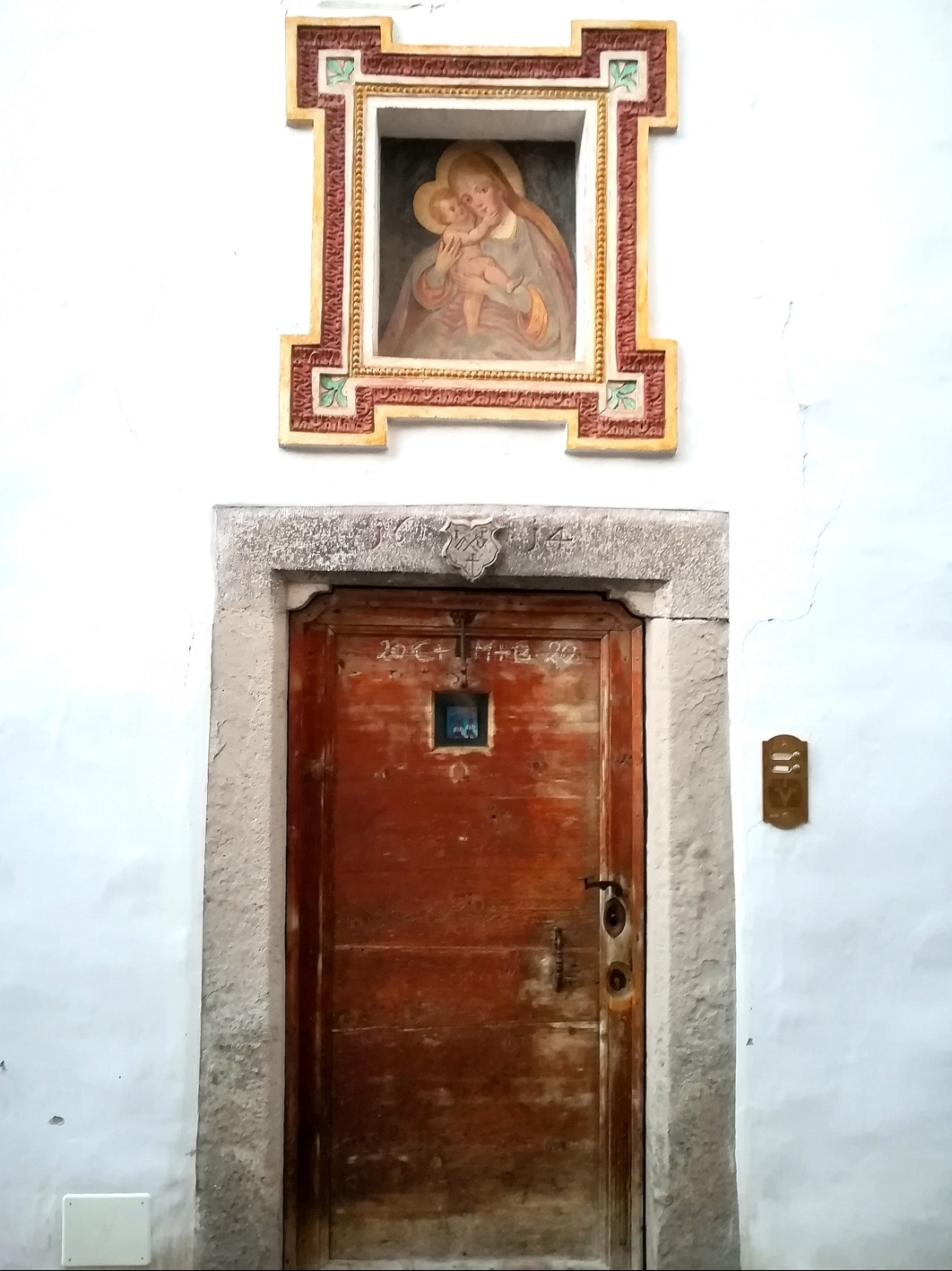
La benedizione su un'antica porta a Castelrotto (BZ)

Sulla porta vengono segnate con un comune gesso bianco le croci che rappresentano Cristo, la cifra dell'anno solare appena iniziato aggiunta ai lati dell'iscrizione e solitamente spezzata in due, mentre la parte centrale è formata dalle lettere C✝M✝B (oppure G✝M✝B o anche K✝M✝B) che sono le iniziali dei tradizionali nomi dei Magi: Gaspare (Caspar o Kaspar in tedesco e in diverse altre lingue), Melchiorre e Baldassarre. Tali lettere corrispondono anche all'acronimo della benedizione latina Christus Mansionem Benedicat, che significa: "Cristo benedica [questa] casa".
La formula per la benedizione riferita all'anno 2021, per esempio, assume il seguente schema: 
20✝C✝M✝B✝21

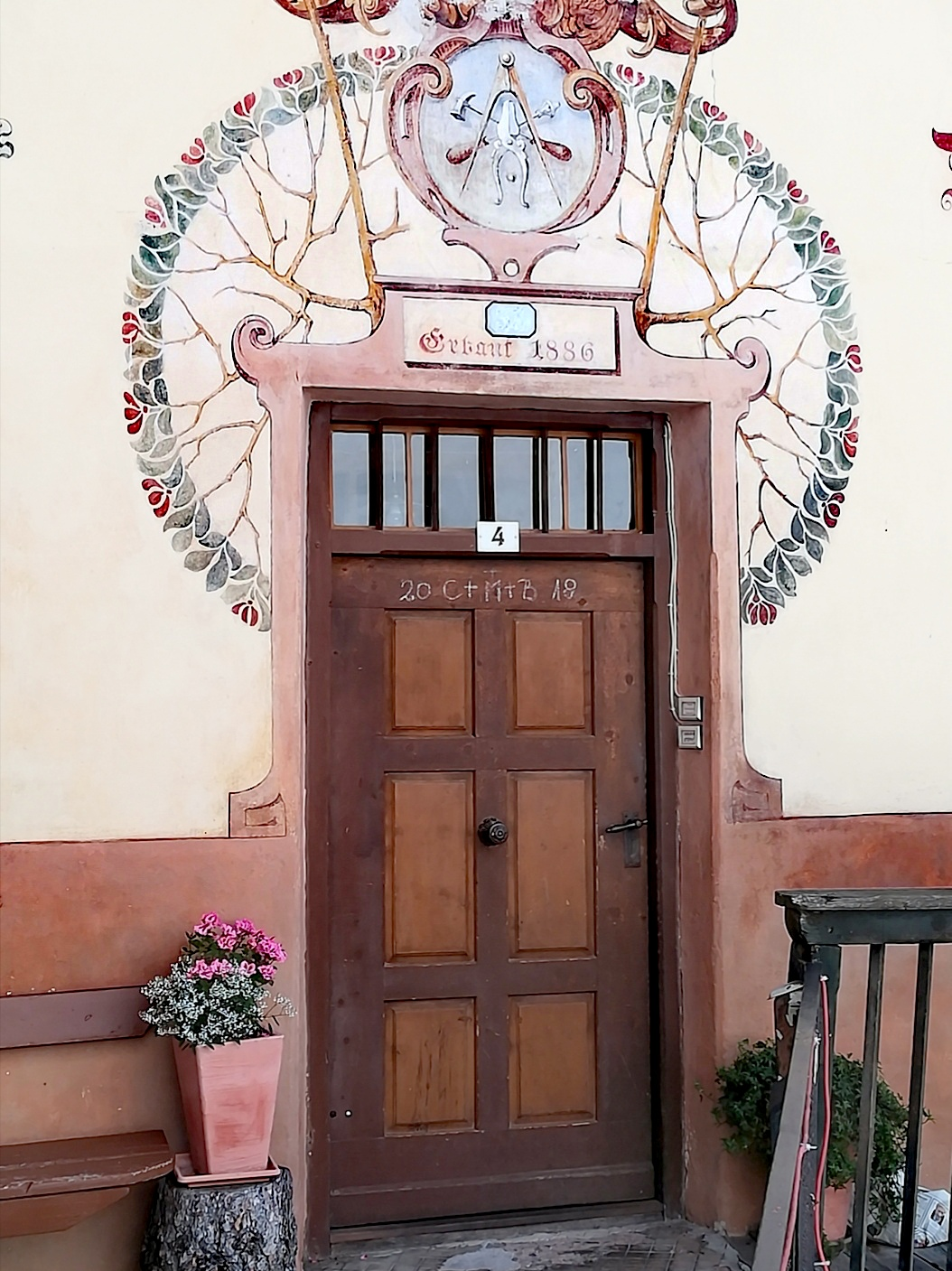
L'ingresso di un'abitazione a Castelrotto (BZ)

All'acronimo sono stati attribuiti altri significati, per lo più di carattere devozionale-edificante, come Christus Multorum Benefactor ("Cristo il benefattore di molti").
Un'altra forma, prevista per la benedizione nel giorno dei Tre Re, è quella di contrassegnare la porta con IIIK (dove il numero romano tre è seguito dalla lettera "K" che sta per" Re").
In Polonia l'iscrizione C M B può anche essere sostituita dalle lettere  JMJ (iniziali di: Gesù, Maria, Giuseppe, cioè la Sacra Famiglia); quest'ultimo simbolo è usato molto raramente.

## Rito della benedizione

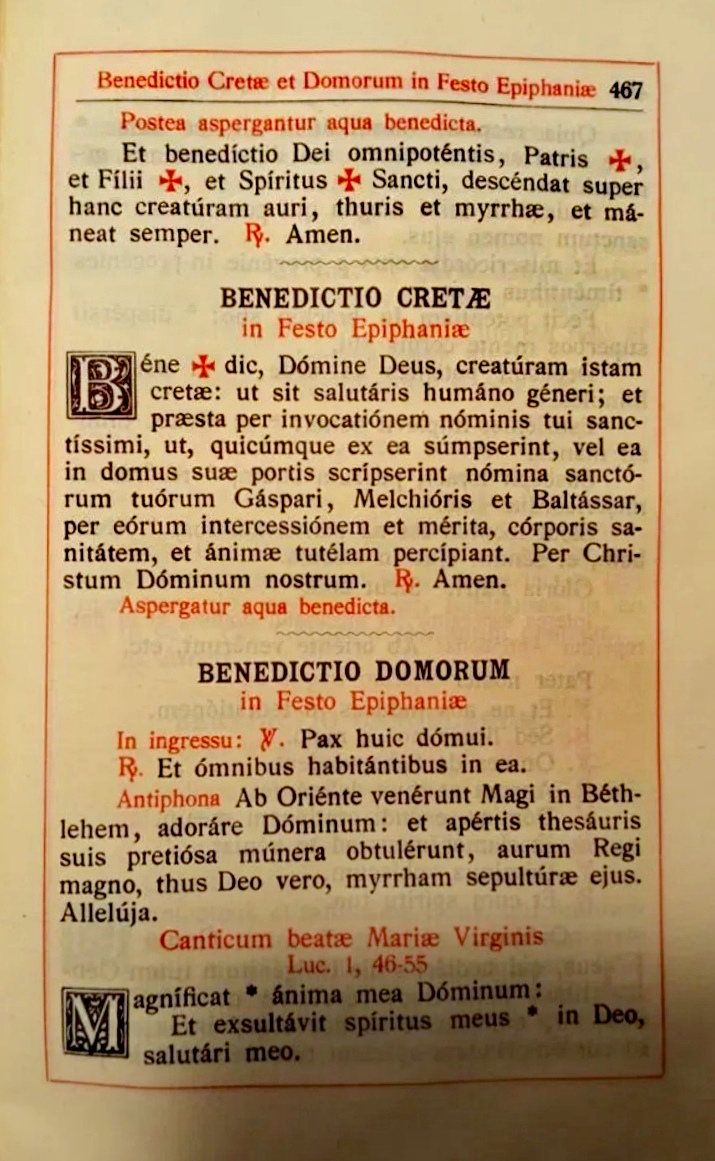
Preghiere per la benedizione del gesso e della casa - Rituale Romano in latino

### Benedizione dei gessetti
Tradizionalmente un sacerdote benedice il gesso nella festa dell'Epifania pronunciando la seguente preghiera:
Benedici, Signore Dio, questa creta (o questo gesso) tua creatura: perché abbia un salutare effetto per il genere umano; e concedi, per invocazione del tuo santissimo nome, che chiunque l’avrà presa o con essa avrà scritto sulle porte di casa sua i nomi dei tuoi santi Gaspare, Melchiorre e Bardassarre, per la loro intercessione e i loro meriti, riceva la salute del corpo e la protezione dell’anima.
Per Cristo nostro Signore.
Amen.
(Tradotto dal Rituale romano in uso prima della riforma liturgica)

### Benedizione delle case
Una volta ottenuto il gesso benedetto, un prete o un membro della famiglia può benedire la casa nel modo seguente:
V. Pace a questa casa.
R. E a coloro che vi abitano.
Antifona – I Magi vennero dall’Oriente a Betlemme per adorare il Signore e, aperti i loro scrigni gli offrirono doni preziosi: oro come a gran Re; incenso come a Dio vero; mirra per la sua sepoltura, alleluia.
Magnificat …
Durante il canto del Magnificat si asperge e incensa la casa. Quindi, concluso il cantico, si ripete l’antifona.
Padre nostro in segreto fino a
V. E non ci indurre in tentazione.
R. Ma liberaci dal male.
V. Tutti quelli di Saba verranno.
R. E porteranno incenso e oro.
V. Signore, ascolta la mia preghiera.
R. E il mio grido giunga fino a te.
V. Il Signore sia con voi.
R. E con il tuo spirito.
Preghiamo
O Dio, che in questo giorno colla guida d’una stella hai rivelato ai Gentili il tuo Unigenito; concedi benigno, che, mentre noi già ti abbiamo conosciuto per fede, giungiamo a contemplare lo splendore della tua maestà. Per il medesimo nostro Signore Gesù Cristo, tuo Figlio, che è Dio, e vive e regna con te, in unità con lo Spirito Santo, per tutti i secoli dei secoli.
R. Amen.
Responsorio – Risplendi, risplendi, Gerusalemme, poiché viene la tua luce: sorta è su di te la gloria del Signore, Gesù Cristo nato da Maria Vergine.
V. E le Genti cammineranno alla tua luce, e i re allo splendore che nasce in te.
R. E la gloria del Signore è spuntata su di te.
Preghiamo.
Benedici, o Signore Dio onnipotente, questa casa, affinché in essa ci siano salute, purezza, forza di vittoria, umiltà, bontà e misericordia, l’adempimento della tua legge, il ringraziamento a Dio Padre, Figlio e Spirito Santo. E rimanga questa benedizione su questa casa e su tutti coloro che vi dimorano. Per Cristo nostro Signore.
R. Amen.
(Tratto dal Rituale romano in latino)